# Nodoprosopon
Nodoprosopidae
Famille
Genre
Nodoprosopon est un genre éteint de crabes datant du Jurassique supérieur  et du Crétacé inférieur, le seul de la famille également éteinte des Nodoprosopidae.

## Liste des espèces
- † Nodoprosopon aequum (von Meyer, 1857)
- † Nodoprosopon armatus (Blaschke, 1911)
- † Nodoprosopon circinatum Collins & Wierzbowski, 1985
- † Nodoprosopon dzhafarberdensis (Ilyin, 2005)
- † Nodoprosopon echinorum Collins & Wierzbowski, 1985
- † Nodoprosopon fraasi Moericke, 1889
- † Nodoprosopon heydeni (von Meyer, 1857)
- † Nodoprosopon jocosum Étallon, 1861
- † Nodoprosopon mirum (Moericke, 1889)
- † Nodoprosopon ordinatum Collins & Wierzbowski, 1985
- † Nodoprosopon ornatum (von Meyer, 1857)
- † Nodoprosopon ovale (Moericke, 1889)
- † Nodoprosopon personatum Quenstedt, 1867
- † Nodoprosopon rostratum (von Meyer , 1840)
- † Nodoprosopon spinosum (von Meyer, 1842)
- † Nodoprosopon torosum (von Meyer, 1857)
- † Nodoprosopon vilsensis (Stolley, 1914)

## Référence
- (de) Beurlen, 1928 : Die fossilen Dromiaceen und ihre Stammesgeschichte. Paläontologische Zeitschrift, vol. 10, p. 144–183.
- (en) Schweitzer and Feldmann, 2009 : Revision of the Prosopinae sensu Glaessner, 1969 (Crustacea: Decapoda: Brachyura) including 4 new families and 4 new genera. Annalen des Naturhistorischen Museums in Wien, ser. A, vol. 110, p. 55–121.

## Source
- (en) De Grave & al., 2009 : A Classification of Living and Fossil Genera of Decapod Crustaceans. Raffles Bulletin of Zoology Supplement, n. 21, p. 1-109.